# Trakai
Pour les articles homonymes, voir Troki.
Trakai est une petite ville de Lituanie. Elle se situe à 27 km à l'ouest de Vilnius.
La ville compte 5 725 habitants (recensement de 2001) sur 11,5 km2. La région comprend environ 200 lacs, et est souvent désignée comme le « Petit Marienburg ».

## Histoire
Trakai a été au XIIIe siècle la seconde capitale de la Lituanie, après Kernavė. La ville est alors un centre militaire, administratif et économique pour le pays. Lorsque vers 1323 Vilnius devient capitale, Trakai reste la résidence d'apparat des grands-ducs de Lituanie jusqu'au milieu du XVe siècle. Ceux-ci reçoivent les ambassadeurs et les souverains étrangers, impressionnés par la beauté du site et les hautes tours du château en briques.
Trakai possède deux châteaux :
- le « château de la presqu'île », pas encore restauré ;
- le « château de l'île », situé sur le lac de Galve. Gigantesque bâtisse de style gothique, reconstruite vers 1950, c'est aujourd'hui le principal centre d'attraction de la ville de Trakai.

Un musée est actuellement installé dans le château et, en été, le théâtre de l'opéra ballet y donne des représentations.
Les Lituaniens côtoient ici des Polonais et des Russes. La ville est connue pour sa petite communauté de Juifs karaïtes, qui y sont installés depuis que le grand-duc Vytautas le Grand les a engagés pour la garde de la forteresse au début du XVe siècle. Au XVe siècle, la ville est composée de deux communautés, l'une chrétienne, avec Droit de Magdebourg obtenu en 1409, l'autre karaïte avec les mêmes droits obtenus en 1441. En 1500, Trakai compte 3 000 habitants répartis à parts égales entre chrétiens et juifs. Un des plus célèbres représentants de cette communauté de la ville est Isaac de Troki. On y trouve une synagogue karaïte (kenessa), un musée consacré à leur culture et un restaurant karaïte.
Pendant la période de l'Empire russe, de la fin du XVIIIe siècle à 1915 (date de l'occupation allemande), la ville est chef-lieu d'un ouyezd (district) du nom de Troki (nom de la ville en polonais et en russe) au sein du gouvernement de Wilna. Elle comprend 3 240 habitants au recensement de 1897 dans un district de 203 401 habitants (dont 58,1 % de Lituaniens, 15,7 % de Biélorusses, 11,3 % de Polonais, 9,5 % de Juifs et 4,6 % de Russes.
Lors de la Seconde Guerre mondiale, la ville est le lieu d'exécutions de masse de la population juive. Plusieurs milliers de personnes sont massacrées dans le cadre de la Shoah par balles par des Lituaniens collaborateurs des nazis .
La ville et ses environs sont aujourd'hui protégés, au centre du parc historique national de Trakai.

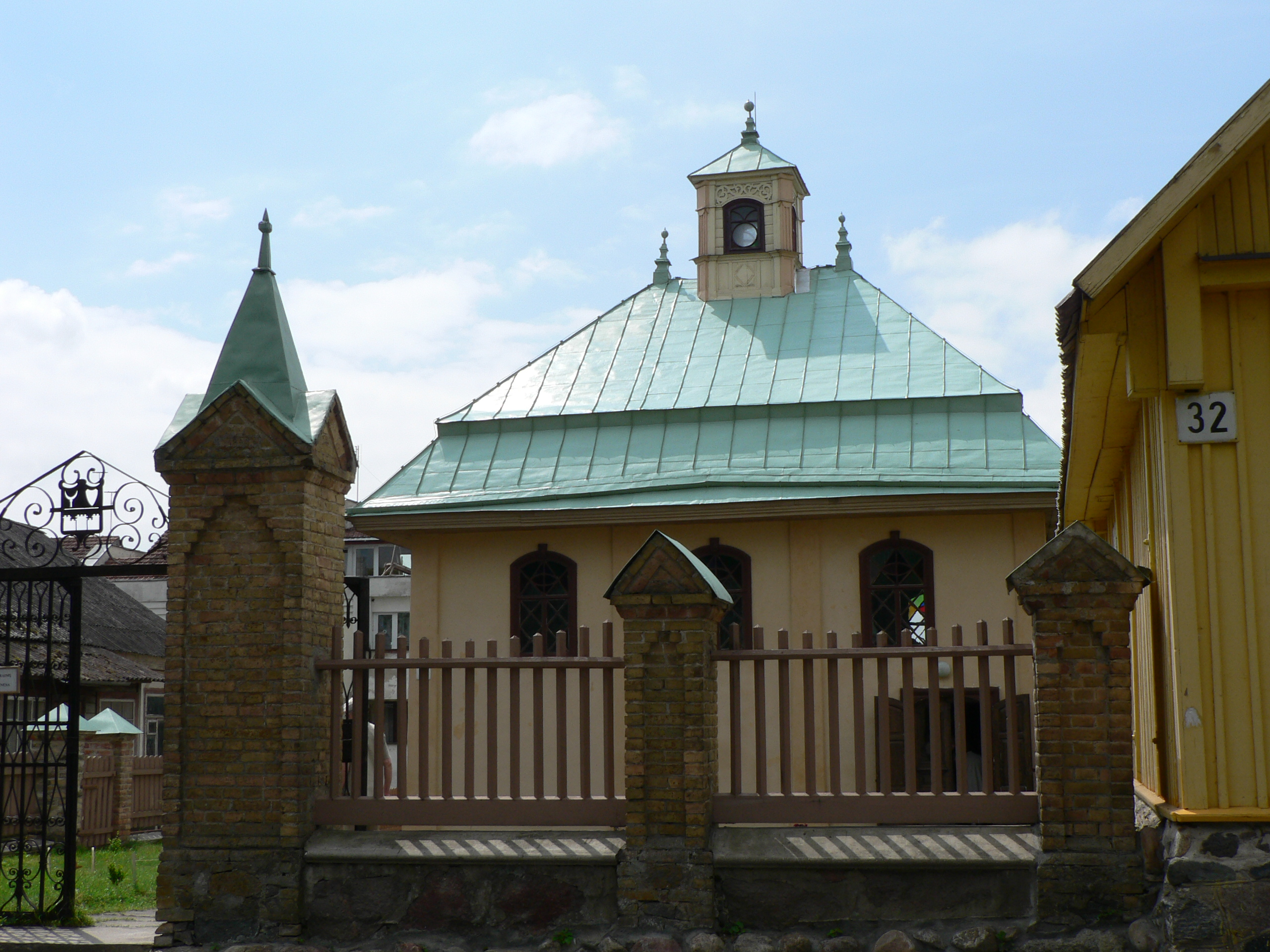
Kenessa karaïte

## Jumelages
- Rheine (Allemagne) depuis 1996
- Malbork (Pologne) depuis 1997
- Alanya (Turquie)
- Nowy Sącz (Pologne)

## Cinéma
- Le château de Trakai a accueilli plusieurs tournages de film, notamment Donjons & Dragons, la puissance suprême et Highlander : Le Gardien de l'immortalité.